# Zoey 101: Music Mix
Zoey 101: Music Mix is het soundtrackalbum van de Nickelodeonserie Zoey 101. De première was op 7 maart 2006. Het album bevat voornamelijk poprock muziek.

## Nummers
| Nummer                   | Artiest               |
| ------------------------ | --------------------- |
| 1. "Follow Me"           | Jamie Lynn Spears     |
| 2. "Predictable"         | Good Charlotte        |
| 3. "Louder"              | The Piper Downs       |
| 4. "Calling All Angels"  | Train                 |
| 5. "Mandy"               | Jonas Brothers        |
| 6. "Vacation"            | The Go-Go's           |
| 7. "Permanent Midnite"   | Saucy Monky           |
| 8. "Found Out About You" | Gin Blossoms          |
| 9. "Highway to Nowhere"  | Drake Bell            |
| 10. "All I Want"         | Toad the Wet Sprocket |
| 11. "It's True"          | Odds Against Tomorrow |
| 12. "Okay"               | Backhouse Mike        |